# Raí
Raí, właściwie Raimundo Souza Vieira de Oliveira (ur. 15 maja 1965 w Ribeirão Preto) – brazylijski piłkarz grający na pozycji ofensywnego środkowego pomocnika. Czterdziestodziewięciokrotny reprezentant Brazylii. Wychowanek Botafogo-SP.
Brat słynnego Sócratesa – uczestnika dwóch mundiali w latach 1982 i 1986.
Z reprezentacją Brazylii mistrz świata w 1994. Turniej zaczynał jako kapitan reprezentacji w zwycięskim 2:0 meczu z Rosją zdobył bramkę z rzutu karnego. Największe sukcesy w karierze osiągał z klubami: São Paulo FC i francuskim Paris Saint-Germain. W 1992 zdobył w barwach São Paulo Copa Libertadores, by w tym samym roku zdobyć Puchar Interkontynentalny odgrywając decydującą rolę w zwycięskim starciu z FC Barcelona, w którym strzelił dwie bramki przesądzające o triumfie São Paulo 2:1.
W 1992 zwyciężył w plebiscycie na najlepszego piłkarza Ameryki Południowej. W 1993 pomógł São Paulo FC obronić Copa Libertadores a następnie przeniósł się do francuskiego klubu Paris Saint-Germain. Po trudnych początkach w nowej drużynie z biegiem czasu stał się najlepszym piłkarzem w historii paryskiego klubu prowadząc Paris Saint-Germain do wielu sukcesów, z których największymi były: mistrzostwo Francji w 1994, Puchar Francji w 1995 i 1998, Puchar Ligi Francuskiej w 1995 i 1998 oraz zdobycie Pucharu Zdobywców Pucharów w 1996.
Przed Mundialem w 1998 nie znalazło się dla Raía miejsce w składzie drużyny reprezentacyjnej, a kiedy ostatecznie jednak dostał powołanie nie potrafił przekonać do siebie trenera Mário Zagallo i występem w meczu przeciwko Argentynie przegranym przez Brazylię 0:1 przed samymi mistrzostwami we Francji pożegnał się z reprezentacją Brazylii. W 1998 zakończył również swą przygodę z Paris-Saint Germain i wrócił do São Paulo FC gdzie w 2002 zakończył karierę.
W 2016 prezydent Francji François Hollande nadał mu obywatelstwo francuskie oraz uczynił kawalerem orderu Legii Honorowej.

## Sukcesy piłkarskie
- Mistrzostwo stanu São Paulo: 1987, 1989, 1991, 1992, 1998, 2000
- Mistrzostwo Brazylii: 1991
- Copa Libertadores: 1992, 1993
- Puchar Interkontynentalny (Toyota Cup): 1992
- Mistrz Świata: 1994
- Mistrz Francji: 1994
- Puchar Francji: 1995, 1998
- Puchar Ligi francuskiej: 1995, 1998
- Puchar Zdobywców Pucharów: 1996
- Finał Pucharu Zdobywców Pucharów: 1997
- Najlepszy piłkarz klubów Ameryki Południowej według El Pais: 1992
- Najlepszy piłkarz meczu o Puchar Interkontynentalny: 1992
- Najlepszy gracz zagraniczny ligi francuskiej według magazynu „France Football”: 1995, 1997